# Akiba Ryuji
Ryuji Akiba (sinh ngày 13 tháng 6 năm 1984) là một cầu thủ bóng đá người Nhật Bản.

## Sự nghiệp câu lạc bộ
Ryuji Akiba đã từng chơi cho Nagoya Grampus Eight và Vegalta Sendai.